# オルティンドー
オルティンドー（モンゴル語: Уртын дуу、ᠤᠷᠲᠤ ᠶᠢᠨ
ᠳᠠᠭᠤᠤ、Urtyn duu, 日本語ではオルティン・ドーやオルチンドーとも表記）は、モンゴル語で〈長い歌〉という意味の民謡であり、ホーミーと並び遊牧民族モンゴル人を代表する歌唱法である。
特徴として「細かく装飾されたメロディを持つ32連から成る叙情的な民謡」とされ、東京藝術大学の梶浦靖子は「非拍節的な自由リズムにもとづく旋律で歌い演奏される」ものと評している。日本の民謡の『追分』や『馬子唄』に非常に似ていると評されることもある。起源は2000年前に遡ると考えられている。
現在でも、モンゴル及び中華人民共和国の内モンゴル自治区の遊牧民のライフスタイルに密接に関連している。ユネスコの無形文化遺産に登録されている。